# Dworyszcze (Ukraina)
Dworyszcze (ukr. Дворище) – wieś na Ukrainie, w obwodzie żytomierskim, w rejonie żytomierskim, w hromadzie Horoszów. W 2001 liczyła 732 mieszkańców, spośród których 718 wskazało jako ojczysty język ukraiński, 11 rosyjski, 1 białoruski, a 2 polski.